# Rhabdomastix holomelania
Rhabdomastix holomelania là một loài ruồi trong họ Limoniidae. Chúng phân bố ở miền Cổ bắc.